# Thomas Allin
Thomas Allin, B.A., D.D. (1838 – Torquay, 4 maart 1909) was een Anglo-Iers geestelijke (Church of Ireland) en botanicus. Hij is vooral bekend geworden als schrijver van het boek Universalism Asserted (1905) waarin hij het theologische standpunt van de alverzoening verdedigde.

## Biografie
Thomas Allin werd geboren in Midleton, County Cork in Ierland. Hij studeerde aan Trinity College, Universiteit van Dublin, alwaar hij in 1859 een bachelor-diploma (B.A.) behaalde. In 1864 werd hij tot diaken gewijd en in 1866 volgde zijn priesterwijding. Vervolgens was hij als hulppriester (curate) verbonden aan verscheidene parochies in Ierland. In 1873 vertrok hij naar Engeland. Het is niet duidelijk of hij in Engeland werkzaam was als priester. Vanaf 1877 woonde hij in het kustplaatsje Weston-super-Mare, Somerset County.
Naast geestelijke was Allin botanicus en in die hoedanigheid voornamelijk geïnteresseerd in de inheemse flora van zijn geboortestreek County Cork. Zijn bevindingen verschenen met regelmaat in de Journal of Botany. In 1883 verscheen van zijn hand The Flowering Plants and Ferns of County Cork, waarin hij 700 plantensoorten beschrijft. Hij bezat ook een kostbaar herbarium.
In latere jaren schrijft Allin de boeken The Question of Questions: Is Christ indeed the Saviour of the World (1885), Universalism Asserted (1887), Race and Religion (1899) en de The Augustinian Revolution in Theology (1911). Al deze boeken zijn universalistisch van toon. De gedachte dat God toestaat dat de overgrote meerderheid van de mensheid in het hiernamaals bloot wordt gesteld aan de gruwelijkste martelingen wordt door Allin van de hand gewezen. Hij beschouwt zulke opvattingen als niet minder dan blasfemisch, omdat volgens deze opvatting het kwaad in alle eeuwigheid blijft voortbestaan, namelijk in de vorm van een eindeloze hel. Zo is er dus sprake van een co-eeuwigheid van God en het Kwaad. Allin is er van overtuigd dat de Romeinse (Latin) invloed – met zijn nadruk op het legalisme – op het theologisch denken van de westerse kerk funest is geweest voor het goed verstaan van het Evangelie. De eerdere, en nog deels in de oosterse kerk bewaard gebleven hellenistische invloed, presenteert zijns inziens veel zuiverder theologische opvattingen die dichter bij het oorspronkelijke gedachtegoed van de apostelen staan.
Kleinere, voor het grotere publiek toegankelijke universalistische traktaten verschenen rond de eeuwwisseling onder de naam Larger Hope Leaflets: (1) The Decvil's Victory, (2) The Bible v. Endless Evil, (3) The Popular Heaven, (4) The Larger Hope and Sin, (5) The Unchanging God, (6) Causes of Unbelief, (7) The Popular Hell, (8) The Atonement and The Larger Hope.
Thomas Allin overleed op 4 maart 1909 in Torquay, Devon.

## Privé
Allin was tweemaal getrouwd: vanaf 20 februari 1873 met Emily Mildred (1849-1898) en vanaf oktober 1901 met Ellen Constance Slater (ca. 1861).

## Werken
- The Flowering Plants and Ferns of County Cork (1883)
- The Question of Questions: Is Christ indeed the Saviour of the World (1885)
- Universalism Asserted (1887, 20189)
- The Larger Hope Leaflets (ca. 1890-ca. 1900)
- Race and Religion (1899)
- The Augustinian Revolution in Theology (1911)